# Csányi Károly
Csányi Károly (Győr, 1873. szeptember 7. – Budapest, 1955. december 30.)  magyar építész, művészettörténész, műegyetemi tanár.

## Életpályája
A budapesti műegyetemen szerzett építészmérnöki oklevelet, majd 1896-tól ugyancsak a műegyetemen Steindl Imre tanársegédje, illetve adjunktusa lett. 1902–1932 között az Iparművészeti Múzeum igazgató-őre (osztály-igazgatója) volt. 1932-től a műegyetemen a középkori művészet és a képzőművészet története tárgykör nyilvános rendes tanára, Möller István (1860–1934) után egy ideig ő vezette az ókori tanszéket is, 1944-ben vonult nyugdíjba, de 1949 októberéig még mint meghívott előadó működött. 1955-ben 82 évesen, Budapesten érte a halál.

## Munkássága

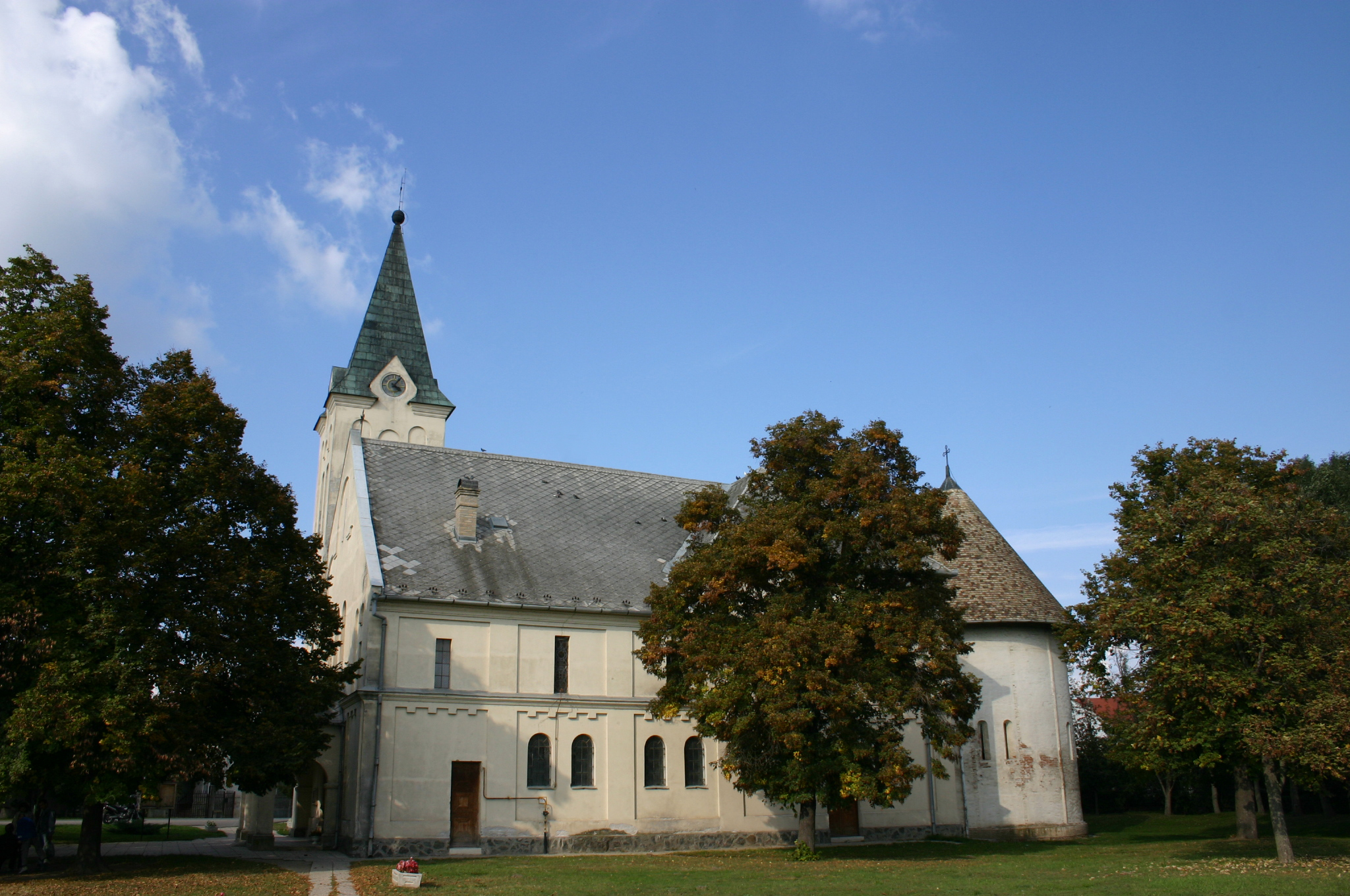
A Csányi Károly által bővített kiszombori Árpád-kori templom

Steindl Imre mellett részt vett több műemlék restaurálási és felmérési munkájában is. 1910-ben a kiszombori Árpád-kori templomot bővítette. Az építészet- és iparművészet-történet több ágának kiváló művelője volt, aki számos, addig alig ismert középkori műemléket kutatott fel tanítványaival.

## Emlékezete
Sírja Budapesten, a Farkasréti temetőben található.

## Publikációi
- Csányi Károly–Birchbauer Károly: Az új országház; Pátria Ny., Bp., 1902 (németül is)
- A magyar érem és plakett-kiállítás lajstroma. Nemzeti Szalon; szerk. Csányi Károly; Éremkedvelők Egyesülete, Bp., 1907
- Országos Magyar Iparművészeti Múzeum : a budapesti amateur gyűjtemények kiállításának lajstroma (Budapest, 1907)
- A családi ház; Franklin Ny., Bp., 1909 (Az Országos Magyar Iparművészeti Múzeum ismeretterjesztő előadásai)
- A középkori építőművészet formái (Budapest, 1910)
- A vasművesség; Athenaeum, Bp., 1912
- Katalog der Kunst- und Kulturhistorischen Ausstellung des Komitates Vas; összeáll. Csányi Károly; Kultur-Museum, Szombathely, 1912
- Az olasz művészet hatása a magyar művészetre; Pátria Ny., Bp., 1913
- Erdélyi török szőnyegek kiállításának leíró lajstroma; Franklin Ny., Bp., 1914
- Vajai Vay Péter gróf, valamint egyéb grófi és magángyűjteményekből származó műtárgyak. Képek, aquarellek, miniatűrök, porcellán, fajansz, bronzok, elefántcsont-faragványok, üvegek, ezüst-, arany- és zománc-szelencék, csipkék, gobelinek, szőnyegek, szövetek, fafaragványok és műbútorok. Kiállítás 1918 április 11-14. Aukció 1918 ápr. 15-től, 1-2.; katalógus szerk. Braun E. W., Csányi Károly, Térey Gábor; Ernst-Múzeum, Bp., 1918 (Az Ernst-Múzeum aukciói)
- Különféle grófi és más magánbirtokból származó műtárgyak. Régiségek, képek, aquarellek, miniatürök, porcellánok, fajánszok, bronzok, ezüst-, arany- és zománctárgyak, gobelinek, szőnyegek, műbútorok. Kiállítás 1919 november 29 és 30-án. Aukció 1919 december 1-től 3-ig; katalógus szerk. Csányi Károly, Takács Zoltán; Ernst-Múzeum, Bp., 1919 (Az Ernst-Múzeum aukciói)
- Főúri és különböző más magánbirtokból származó műtárgyak. Kiállítás: 1920. dec. 5-7.; rendezte Ernst Lajos, szerk. Csányi Károly, Térey Gábor; Légrády Ny., Bp., 1920 (Az Ernst-Múzeum aukciói)
- Csányi Károly–Térey Gábor: Különböző magánbirtokból származó műtárgyak. Régiségek, képek. Kiállítás: 1920. febr. 1-2.; Ernst-Múzeum, Bp., 1920 (Az Ernst-Múzeum aukciói)
- Kunstgegenstände aus herrschaftlichem und anderem Privatbesitz. Antiquitäten, Gemälde, Aquarelle, Miniaturen, hochwertige Porzellane, Fayence, Bronze, Glas, Silber, Gold, Teppiche und Kunstmobilien. Ausstellung am 5., 6. und 7. Dezember 1920. Auktion vom 8. Dezember 1920; szerk. Csányi Károly, Térey Gábor; Ernst-Museum, Bp., 1920 (Die Auktionen des Ernst-Museums)
- Kunstgegenstände aus verschiedenem Privatbesitz. Antiquitäten, Gemälde, Aquarelle, Miniaturen, hochwertige Porzellane, Fayence, Bronze, Glas, Silber, Gold, Teppiche und Kunstmobilien. Ausstellung am 21., 22. und 23. März 1920. Auktion vom 24. März 1920; szerk. Csányi Károly, Térey Gábor, Takács Zoltán; Ernst-Museum, Bp., 1920 (Die Auktionen des Ernst-Museums)
- Kunstgegenstände aus verschiedenem Privatbesitz. Antiquitäten, Gemälde, Aquarelle, Miniaturen, hochwertige Porzellane, Fayence, Bronze, Glas, Silber, Gold, Teppiche und Kunstmobilien. Ausstellung vom 1. bis 2 Feber 1920. Auktion vom 3. Feber 1920; szerk. Csányi Károly, Térey Gábor; Ernst-Museum, Bp., 1920 (Die Auktionen des Ernst-Museums)
- Kunstgegenstände aus verschiedenem Privatbesitz. Antiquitäten, Gemälde, Aquarelle, Miniaturen, hochwertige Porzellane, Fayence, Bronze, Glas, Silber, Gold, Teppiche und Kunstmobilien. Ausstellung am 3., 4. und 5. Oktober 20. Auktion vom 6. Oktober 1920; szerk. Csányi Károly, Térey Gábor; Ernst-Museum, Bp., 1920 (Die Auktionen des Ernst-Museums)
- Az Országos Magyar Iparművészeti Társulat műtárgyai, valamint főúri és különböző más magánbirtokból származó műtárgyak. Régiségek, képek. Kiállítás: 1921. ápr. 24-29.; szerk. Csányi Károly, Térey Gábor; Ernst-Múzeum, Bp., 1921 (Az Ernst-Múzeum aukciói)
- Főúri és különböző más magánbirtokból származó műtárgyak. Régiségek, képek, procellánok és műbútorok; szerk. Csányi Károly, Térey Gábor; Ernst Múzeum, Bp., 1921 (Az Ernst-Múzeum aukciói)
- Kunstgegenstände der Ung. Landes Gesellschaft für Kunstgewerbe. Sowie Kunstgegenstände aus herrschaftlichem und anderem Privatbesitz. Antiquitäten, Gemälde, Aquarelle, Miniaturen, Porzellane, Fayence, Bronze, Glas, Silber, Gold, Teppiche und Kunstmobilien. Ausstellung vom 24. bis 29. April 1921. Auktion vom 30. April 1921; szerk. Csányi Károly, Térey Gábor; Ernst-Múzeum, Bp., 1921 (Die Auktionen des Ernst-Museums)
- Die Duplikate der Kunstgegenstände des Ung. Kunstgewerbemuseums, die zum Zwecke der Nationalverteidigung dem Bunde der Sozialen Vereine überlassenen Gegenstände. Sowie Kunstgegenstände aus herrschaftlichem und anderem Privatbesitz. Antiquitäten, Gemälde, Aquarelle, Miniaturen, hochwertige Porzellane, Fayence, Bronze, Cloisonné, Glas, Silber, Gold, Teppiche und Kunstmobilien. Ausstellung am 18., 19. und 20. Feber 1921. Auktion vom 21. Feber 1921; szerk. Csányi Károly, Térey Gábor; Ernst-Museum, Bp., 1921 (Die Auktionen des Ernst-Museums)
- Kunstgegenstände aus herrschaftlichem und anderem Privatbesitz. Antiquitäten, Gemälde, Aquarelle, Miniaturen, Porzellane, Fayence, Bronze, Glas, Silber, Gold, Teppiche und Kunstmobilien. Ausstellung vom 10. bis 13. November 1921. Auktion vom 14. November 1921; szerk. Csányi Károly, Térey Gábor; Ernst-Museum, Bp., 1921 (Die Auktionen des Ernst-Museums)
- Az Országos Magyar Iparművészeti Múzeum műtárgyainak másodpéldányai, a Társadalmi Egyesületek Szövetségének nemzetvédelmi céljaira felajánlott tárgyaz, valamint főúri és különböző más magánbirtokból származó műtárgyak. Kiállítás: 1921. febr. 18-20.; rend. Ernst Lajos, szerk. Csányi Károly, Térey Gábor; Légrády Ny., Bp., 1921 (Az Ernst-Múzeum aukciói)
- Gróf Vay Péter ezüstgyűjteménye, B. I. úr hagyatéka, valamint főúri és különböző más magánbirtokból származó műtárgyak. Kiállítás 1922. november 5-8.; szerk. Csányi Károly, Térey Gábor; Légrády Ny., Bp., 1922 (Az Ernst-Múzeum aukciói)
- Die Sammlung Emerich v. Pekár I. Teil. Sowie Kunstgegenstände aus herrschaftlichem und anderem Privatbesitz. Antiquitäten, Gemälde, Aquarelle, Miniaturen, Porzellane, Fayence, Bronze, Glas, Silber, Gold, Teppiche und Kunstmobilien. Ausstellung vom 16. bis 19. März 1922. Auktion vom 20. März 1922; szerk. Csányi Károly, Térey Gábor; Ernst-Museum, Bp., 1922 (Die Auktionen des Ernst-Museums)
- R... úr vízfestmény-gyűjteménye. Valamint főúri és különböző más magánbirtokból származó műtárgyak. Kiállítás 1922. évi május 21-től május 23-ig. Aukció 1922. évi május hó 24-én; szerk. Csányi Károly, Térey Gábor; Ernst-Múzeum, Bp., 1922 (Az Ernst-Múzeum aukciói)
- Képgyűjtemény főúri hagyatékból. Gróf E. S. gyűjteményéből, Bruck Miksa hagyatékából, valamint főúri és más magánbirtokból származó festmények és műtárgyak. Kiállítás 1923. nov. 11-14.; szerk. Csányi Károly, Térey Gábor; Légrády Ny., Bp., 1923 (Az Ernst-Múzeum aukciói)
- Enyedy Lukács és neje Zsotér Ilona hagyatéka, Brentano Cimaroli Lujza báróné hagyatéka. Valamint főúri és különböző más magánbirtokból származó műtárgyak. Kiállítás 1923. évi február 11-től 14-ig. Aukció 1923. évi február 15-től; szerk. Csányi Károly, Térey Gábor; Ernst-Múzeum, Bp., 1923 (Az Ernst-Múzeum aukciói)
- Kiss József és Molnár Viktor hagyatéka. Valamint főúri és különböző más magánbirtokból származó műtárgyak. Kiállítás 1923. évi május 3-tól 6-ig: Aukció 1923. évi május 7-től; szerk. Csányi Károly, Térey Gábor; Ernst-Múzeum, Bp., 1923 (Az Ernst-Múzeum aukciói)
- Különféle hagyatékokból, valamint főúri és más magánbirtokból származó festmények és műtárgyak. Kiállítás 1924. november 15-19.; szerk. Csányi Károly, Térey Gábor; Ernst Múzeum, Bp., 1924 (Az Ernst-Múzeum aukciói)
- Dr. Széchényi Miklós gróf váradi püspök hagyatéka, valamint főúri és más magánbirtokból származó festmények és műtárgyak. Kiállítás 1924. március 23-30.; szerk. Csányi Károly, Térey Gábor; Ernst Múzeum, Bp., 1924 (Az Ernst-Múzeum aukciói)
- Magyar Szőnyegkedvelők Egyesületének régi keleti szőnyegkiállítása az Országos Magyar Iparművészeti Múzeumban; szerk. Csányi Károly; "Pátria" Irodalmi Vállalat és Nyomdai Részvénytársaság, Bp., 1924
- Budapesti gyűjtők és művészek érem- és plakettkiállítása, az Országos Magyar Iparművészeti Múzeumban; szerk. Csányi Károly; Franklin Ny., Bp., 1924
- Különféle hagyatékokból, valamint főúri és más magánbirtokból származó festmények és műtárgyak. Kiállítás 1925. április 12-19.; szerk. Csányi Károly, Térey Gábor; Légrády Ny., Bp., 1925 (Az Ernst-Múzeum aukciói)
- Különféle hagyatékokból, valamint főúri és más magánbirtokból származó festmények és műtárgyak. Kiállítás 1925. november 18-22.; szerk. Csányi Károly, Térey Gábor; Ernst Múzeum, Bp., 1925 (Az Ernst-Múzeum aukciói)
- Országos Magyar Iparművészeti Múzeum régi órák kiállításának leíró lajstroma. Az órák történetével és 53 képpel; szerk. Csányi Károly; Pátria Ny., Bp., 1925
- Az Országos Magyar Iparművészeti Múzeum gyűjteményei. Az iparművészet rövid történetével; szerk. Csányi Károly; Magyar Tudományos Társulatok Ny., Bp., 1926
- Gróf Teleki Sámuel hagyatéka, valamint Bakonyi Károly gyűjteményéből és más magánbirtokból származó festmények és műtárgyak; szerk. Csányi Károly, Térey Gábor; Légrády Ny., Bp., 1926 (Az Ernst-Múzeum aukciói)
- Magyar iparművészet emlékei; szerk. Csányi Károly; Légrády Ny., Bp., 1926 (Ernst-Múzeum)
- Ezüstgyűjtemény, valamint főúri és más magánbirtokból származó festmények és műtárgyak. Kiállítás 1926. évi május 9.-től 13-ig. Aukció 1926. évi május 14-től; szerk. Csányi Károly, Térey Gábor; Ernst-Múzeum, Bp., 1926 (Az Ernst-Múzeum aukciói)
- Az Országos Magyar Iparművészeti Múzeum gyűjteményei. Az iparművészet rövid történetével; szerk. Csányi Károly; Magyar Tudományos Társulatok Ny., Bp., 1926
- Az Országos Magyar Iparművészeti Múzeum régi ezüstkiállításának leíró lajstroma (Budapest, 1927)
- Keleti művészeti kiállítás; szerk. Csányi Károly, Felvinczi Takács Zoltán; Magyar Gyűjtők és Művészetkedvelők Egyesülete, Bp., 1929
- Győr; ill. Lux Géza; Turistaság és Alpinizmus, Bp., 1933 (Részletes helyi kalauzok)
- Csányi Károly–Lux Géza: Az ócsai református templom; Állami Ny., Bp., 1939 (A m. kir. József Nádor Műegyetem Középkori Építészeti tanszékének közleményei. Építészhallgatóinak középkori építészeti felvételei)
- Liezen-Mayer Sándor emlékezete; Győri Nemzeti Hírlap Ny., Győr, 1940
- Az erdélyi szőnyeg; Egyetemi Ny., Bp., 1941 (Szépművészet-füzetek)
- A műemlékrestaurálás; Egyetemi Ny., Bp., 1943 (A Mérnöki Továbbképző Intézet kiadványai)
- Magyarország középkori műemlékei (Budapest, I. 1938-43. II. 1945)
- A magyar kerámia és porcelán története és jegyei; Képzőművészeti Alap, Bp., 1954 (Művészeti könyvek) (németül is)